# توررانسي (كاليفورنيا)
توررانسي (بالإنجليزية: Torrance)‏ هي إحدى مدن مقاطعة لوس أنجليس، كاليفورنيا. تم إعطاءها لقب مدينة في 12 مايو، 1921.

## التركيبة السكانية
حدّد مكتب تعداد الولايات المتحدة بيانات التركيبة السكانية لتوررانسي في تعداد الولايات المتحدة. في ما يلي، التركيبة السكانية حسب تعدادي 2000 و2010.

### تعداد عام 2000
بلغ عدد سكان توررانسي 137,946 نسمة بحسب تعداد عام 2000، وبلغ عدد الأسر 54,542 أسرة وعدد العائلات 36,276 عائلة مقيمة في المدينة. في حين سجلت الكثافة السكانية 2,593.9 نسمة لكل كيلومتر مربع (6,718.2/ميل2). وبلغ عدد الوحدات السكنية 55,967 وحدة بمتوسط كثافة قدره 1,052.4 لكل كيلومتر مربع (2,725.7/ميل2).
وتوزع التركيب العرقي للمدينة بنسبة 59.16% من البيض و2.19% من الأمريكيين الأفارقة و0.41% من الأمريكيين الأصليين و28.61% من الأمريكيين ذوي الأصول الآسيوية و0.35% من سكان جزر المحيط الهادئ و4.57% من الأعراق الأخرى و4.72% من عرقين مختلطين أو أكثر و12.79% من الهسبانيون أو اللاتينيون من أي عرق.
بلغ عدد الأسر 54,542 أسرة كانت نسبة 33.5% منها لديها أطفال تحت سن الثامنة عشر تعيش معهم، وبلغت نسبة الأزواج القاطنين مع بعضهم البعض 52.1% من أصل المجموع الكلي للأسر، ونسبة 10.3% من الأسر كان لديها معيلات من الإناث دون وجود شريك، بينما كانت نسبة 4.1% من الأسر لديها معيلون من الذكور دون وجود شريكة وكانت نسبة 33.5% من غير العائلات. تألفت نسبة 27.5% من أصل جميع الأسر من عدة أفراد يعيشون في نفس المنزل ونسبة 9.1% كانت تتألف من شخص يعيش بمفرده يبلغ من العمر 65 عاماً أو أكثر. وبلغ متوسط حجم الأسرة المعيشية 2.51، أما متوسط حجم العائلات فبلغ 3.10.
بلغ العمر الوسطي للسكان 38.7 عاماً. وكانت نسبة 23% من القاطنين تحت سن الثامنة عشر، وكانت نسبة 6.8% بين الثامنة عشر والرابعة والعشرين عاماً، ونسبة 32.3% كانت واقعةً في الفئة العمرية ما بين الخامسة والعشرين والرابعة والأربعين عاماً، ونسبة 23.7% كانت ما بين الخامسة والأربعين والرابعة والستين، ونسبة 13.4% كانت ضمن فئة الخامسة والستين عاماً فما فوق. يوجد لكل 100 أنثى 95.2 ذكر، ويوجد لكل 100 أنثى في الثامنة عشر من عمرها فما فوق 92.1 ذكر.
بلغ متوسط دخل الأسرة في المدينة 56,489 دولارًا، أما متوسط دخل العائلة فبلغ 67,098 دولارًا. وكان متوسط دخل الذكور 51,472 دولارًا مقابل 37,114 دولارًا للإناث. وسجل دخل الفرد الخاص بالمدينة 28,144 دولارًا. وكانت نسبة 4.5% من العائلات ونسبة 6.4% من السكان تحت خط الفقر، وكان من هؤلاء نسبة 7.3% تحت سن الثامنة عشر ونسبة 6.8% في الخامسة والستين من العمر وما فوق.

### تعداد عام 2010
بلغ عدد سكان توررانسي 145,438 نسمة بحسب تعداد عام 2010، وبلغ عدد الأسر 56,001 أسرة وعدد العائلات 38,412 عائلة مقيمة في المدينة. في حين سجلت الكثافة السكانية 2,734.8 نسمة لكل كيلومتر مربع (7,083.1/ميل2). وبلغ عدد الوحدات السكنية 58,377 وحدة بمتوسط كثافة قدره 1,097.7 لكل كيلومتر مربع (2,843.0/ميل2).
وتوزع التركيب العرقي للمدينة بنسبة 51.11% من البيض و2.72% من الأمريكيين الأفارقة و0.38% من الأمريكيين الأصليين و34.54% من الأمريكيين ذوي الأصول الآسيوية و0.36% من سكان جزر المحيط الهادئ و5.37% من الأعراق الأخرى و5.51% من عرقين مختلطين أو أكثر و16.12% من الهسبانيون أو اللاتينيون من أي عرق.
بلغ عدد الأسر 56,001 أسرة كانت نسبة 33.1% منها لديها أطفال تحت سن الثامنة عشر تعيش معهم، وبلغت نسبة الأزواج القاطنين مع بعضهم البعض 53.1% من أصل المجموع الكلي للأسر، ونسبة 11% من الأسر كان لديها معيلات من الإناث دون وجود شريك، بينما كانت نسبة 4.5% من الأسر لديها معيلون من الذكور دون وجود شريكة وكانت نسبة 31.4% من غير العائلات. تألفت نسبة 25.8% من أصل جميع الأسر من عدة أفراد يعيشون في نفس المنزل ونسبة 10% كانت تتألف من شخص يعيش بمفرده يبلغ من العمر 65 عاماً أو أكثر. وبلغ متوسط حجم الأسرة المعيشية 2.58، أما متوسط حجم العائلات فبلغ 3.14.
بلغ العمر الوسطي للسكان 41.3 عاماً. وكانت نسبة 21.9% من القاطنين تحت سن الثامنة عشر، وكانت نسبة 7.5% بين الثامنة عشر والرابعة والعشرين عاماً، ونسبة 26.3% كانت واقعةً في الفئة العمرية ما بين الخامسة والعشرين والرابعة والأربعين عاماً، ونسبة 29.4% كانت ما بين الخامسة والأربعين والرابعة والستين، ونسبة 14.9% كانت ضمن فئة الخامسة والستين عاماً فما فوق. وتوزع التركيب الجنسي للسكان بنسبة 48.6% ذكور و51.4% إناث.

## المناخ
يظهر الجدول التالي التغييرات المناخية على مدار السنة لتوررانسي:
| البيانات المناخية لـتوررانسي      | البيانات المناخية لـتوررانسي | البيانات المناخية لـتوررانسي | البيانات المناخية لـتوررانسي | البيانات المناخية لـتوررانسي | البيانات المناخية لـتوررانسي | البيانات المناخية لـتوررانسي | البيانات المناخية لـتوررانسي | البيانات المناخية لـتوررانسي | البيانات المناخية لـتوررانسي | البيانات المناخية لـتوررانسي | البيانات المناخية لـتوررانسي | البيانات المناخية لـتوررانسي | البيانات المناخية لـتوررانسي |
| الشهر                             | يناير                        | فبراير                       | مارس                         | أبريل                        | مايو                         | يونيو                        | يوليو                        | أغسطس                        | سبتمبر                       | أكتوبر                       | نوفمبر                       | ديسمبر                       | المعدل السنوي                |
| --------------------------------- | ---------------------------- | ---------------------------- | ---------------------------- | ---------------------------- | ---------------------------- | ---------------------------- | ---------------------------- | ---------------------------- | ---------------------------- | ---------------------------- | ---------------------------- | ---------------------------- | ---------------------------- |
| الدرجة القصوى °ف (°م)             | 91 (33)                      | 92 (33)                      | 96 (36)                      | 104 (40)                     | 100 (38)                     | 104 (40)                     | 102 (39)                     | 101 (38)                     | 111 (44)                     | 106 (41)                     | 98 (37)                      | 94 (34)                      | 111 (44)                     |
| متوسط درجة الحرارة الكبرى °ف (°م) | 65.6 (18.7)                  | 65.9 (18.8)                  | 66.8 (19.3)                  | 70.2 (21.2)                  | 70.8 (21.6)                  | 74.3 (23.5)                  | 77.1 (25.1)                  | 78.3 (25.7)                  | 78.1 (25.6)                  | 74.9 (23.8)                  | 69.9 (21.1)                  | 64.8 (18.2)                  | 71.4 (21.9)                  |
| متوسط درجة الحرارة الصغرى °ف (°م) | 45.9 (7.7)                   | 48.2 (9.0)                   | 49.1 (9.5)                   | 50.9 (10.5)                  | 55.2 (12.9)                  | 58.7 (14.8)                  | 62.1 (16.7)                  | 62.4 (16.9)                  | 61.1 (16.2)                  | 57.3 (14.1)                  | 50.1 (10.1)                  | 45.6 (7.6)                   | 53.9 (12.2)                  |
| أدنى درجة حرارة °ف (°م)           | 25 (−4)                      | 28 (−2)                      | 32 (0)                       | 28 (−2)                      | 39 (4)                       | 21 (−6)                      | 43 (6)                       | 44 (7)                       | 43 (6)                       | 37 (3)                       | 32 (0)                       | 27 (−3)                      | 21 (−6)                      |
| الهطول إنش (مم)                   | 3.26 (83)                    | 3.91 (99)                    | 2.22 (56)                    | 0.76 (19)                    | 0.22 (5.6)                   | 0.07 (1.8)                   | 0.05 (1.3)                   | 0.02 (0.51)                  | 0.16 (4.1)                   | 0.62 (16)                    | 1.19 (30)                    | 2.09 (53)                    | 14.57 (369.31)               |
| المصدر: The Weather Channel       |                              |                              |                              |                              |                              |                              |                              |                              |                              |                              |                              |                              |                              |

## أعلام
- داريل صبارة
- ميشيل كوان
- جوناثان برينستن
- أليسون ميشالكا
- إيه جيه ميشالكا